# Trekantshaj
Trekantshaj (Oxynotus centrina) är en haj som förekommer i östra Atlanten och Medelhavet. Den kan bli upp till 1,5 meter lång, även om de flesta exemplar inte når den storleken utan är mindre. Ett kännetecken för arten är dess höga, triangulära ryggfenor.
Hajen är djuplevande och simmar nära bottnar där den söker efter bottenlevande ryggradslösa djur, som havsborstmaskar, kräftdjur och blötdjur, vilka utgör dess främsta föda.
Fortplantningen är ovovivipar. Honan kan bli dräktig en gång om året och få 10 till 12 avkommor per kull. Ungarna har vid födseln en längd på mellan 21 och 24 centimeter. Könsmognad inträffar när individerna nått en längd av 50 till 70 centimeter. Hanarna kan bli könsmogna vid en mindre längd än honorna.
Trekantshajen är listad som sårbar, särskilt hotad är den i Medelhavet. Det främsta hotet mot arten är att den fastnar i fisknät som bifångst till annat fiske.